# گوهرمرغ آبی
گوهرمرغ آبی (نام علمی: Cotinga nattererii) نام یک گونه از تیره گوهرمرغان است.